# Клаустон, Джозеф Сторер

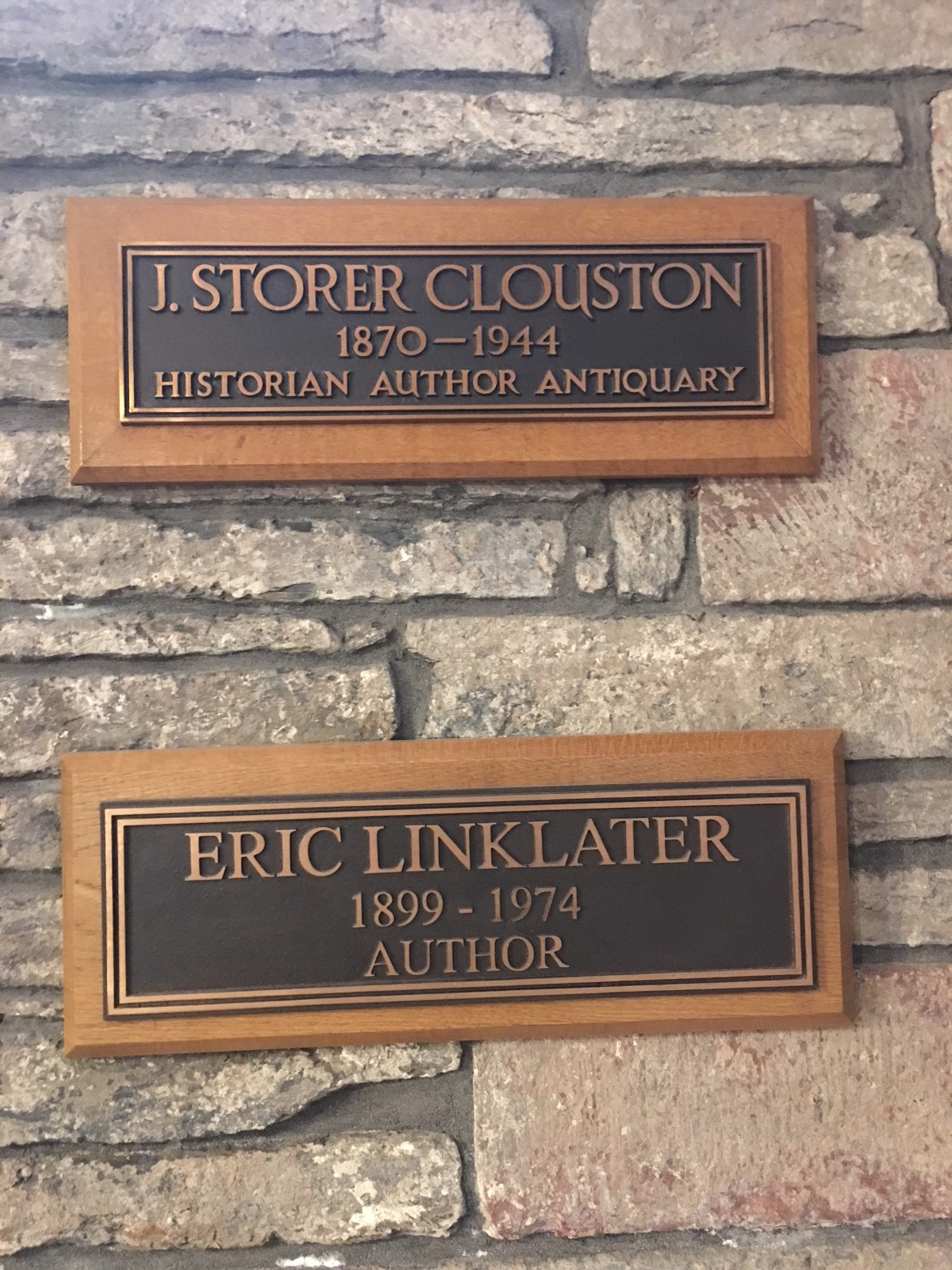
Мемориальная таблица Д. С. Клаустону и Э.Линклейтеру на стене собора Керкуолла

Джозеф Сторер Клаустон (англ. Joseph Storer Clouston); 23 мая 1870, графство Камберленд, Англия — 23 июня 1944, Оркнейские острова, Шотландия) — шотландский историк и писатель
.

## Биография
Родился в старинной семье с Оркнейский островов. Окончил Школу замка Мерчистон близ Эдинбурга, затем колледж Магдалины Оксфордского университета.
Однако заниматься юридической практикой не стал, а посвятил себя изучению истории и литературному творчеству.
Сегодня в основном известен своими работами по истории Оркнейских островов, детективными рассказами и шпионскими романами. Автор художественной прозы и научно-популярных книг.
Несколько произведений писателя были экранизированы («Странная драма», 1937 по роману «Загадка номера 47», «Шпион в чёрном», 1939 и др.).

## Избранные произведения
- Vandrad the Viking: or the Feud and the Spell (1898)
- The Lunatic at Largeг (1899)
- The Duke (1900)
- The Adventures of M. D’Haricot (1902)
- Our Lady’s Inn (1903)
- Garmiscath (1904)
- Count Bunker (1906)
- A Country Family (1908)
- The Prodigal Father (1909)
- Tales of King Fido (1909)
- The Peer’s Progress (1910)
- The Mystery of Number 47 (1912)
- Records of the Earldom of Orkney 1299—1614 (1914)
- Two’s Two (1916)
- The Spy in Black (1917)
- The Man from the Clouds (1918)
- Simon (1919)
- Carrington’s Cases (1920)
- The Lunatic at Large Again (1922)
- The Lunatic Still at Large (1923)
- The Two Strange Men (1924)
- Tales of King Fido (1924)
- The Lunatic in Charge (1926)
- Mr. Essington in Love (1927)
- The Jade’s Progress (1928)
- After the Deed (1929)
- Colonel Dam (1930)
- A History of Orkney (1932)
- The Virtuous Vamp (1932)
- The Best Story Ever (1932)
- Button Brains (1933)
- The Chemical Baby (1934)
- Real Champagne (1934)
- Our Member Mr. Mittlebury (1935)
- Scotland Expects (1936)
- Scots Wha Ha’e (1936)
- Not Since Genesis (1938)
- The Man in Steel (1939)
- Beastmark the Spy (1941)